# Ланжевен, Люк
Люк Ланжевен (фр. Luc Langevin, 16 февраля 1983, Сент-Огюстен-де-Демор) — канадский иллюзионист, маг и телеведущий.

## Биография
Люк Ланжевен получил степень по биофотонике (PhD) в Университете Лаваля в Квебеке, что сильно влияет на презентацию его трюков. В 2009 году на телеканале ARTV вышла программа «Наука магии» (фр. Comme par magie), где Люк выступает в качестве фокусника-ведущего. В передаче Люку Ланжевену удаётся объединить свой талант иллюзиониста и научную основу, благодаря которой представляет более 400 фокусов незнакомым людям, встречающимся на улице или в общественных местах.
В 2010 году Radio-Canada и ARTV представили первую серию передачи «Наука магии — специальные артисты» (фр. Comme par magie - spéciale artistes), где Люк выступал в качестве иллюзиониста для приглашённых артистов. Шоу собрало более миллиона зрителей с долей телепрограммы 30%.
В 2014 году Люк Ланжевен участвует в документальном фильме «Мастера иллюзии — Вне волшебства» (фр. Maîtres de l'illusion - au-delà de la magie), выпущенном компанией Téléfiction. Он пригласил зрителей следовать за ним из Монреаля в Париж через Лондон и Нью-Йорк, чтобы увидеть его захватывающие встречи с другими великими мастерами иллюзий: Динамо, Дерреном Брауном, Матье Бич, Энди Найманом, Уильямом Калушем и Стефаном Бургуин.
Люк Ланжевен участвует ещё в одной передаче в 2015 году — «Наука магии» (фр. Défier la magie), которое транслируется на телеканале ARTV3. На этот раз в шоу представлены три иллюзиониста: Люк Ланжевен, Стефан Бургуин и Матье Бич. Каждую неделю их таланты подвергались испытаниям, в то время как приглашённые гости бросали им вызов. Передача выпускалась Клодом Вейлетом из Téléfiction и режиссёром Хьюго Матте.
Téléfiction за всё время сняла более 30 часов видео с Люком Ланжевеном. Эти трансляции по-прежнему находятся в эфире и доступны на различных вещательных платформах по всему миру, в том числе в России на ныне закрытом телеканале Trick.

## Шоу на сцене
Воодушевленный успехом телепередач, Люк выпустил в 2013 году со своим агентом и продюсером Клодом Вейлетом своё первое шоу под названием Réellement sur scène. Шоу, получившее успех (200 выступлений перед более чем 150 000 зрителей), было воспринято критиками положительно и распланировано до конца 2015 года. В шоу Люк приглашал зрителей в мир математики, физики, оптики и иллюзий. Критики приветствовали оригинальность шоу, которое представляет магию нового поколения, далёкую от блесток, кроликов в шляпе и ассистентов, распиленных на пополам. В феврале 2016 года иллюзионист впервые представил своё шоу в Casino de Paris, а затем отправился в тур по Франции.

## Деятельность
Люк Ланжевен также участвует в социальной и общественной деятельности. В дополнение к получению медали Раймонда-Блейса в 2012 году он является представителем 75-летия факультета науки и техники. Он также является представителем международного конкурса магии Мишеля Кайлу 2013 года, который проходил во время Фестиваля волшебства в Квебеке. С 2013 года иллюзионист является национальным представителем Научной ярмарки, а также пресс-секретарем Фонда по лейкодистрофии.
Иногда он осуждает некоторых сторонников паранормальных явлений, в частности в программе «Rencontres paranormales».

## Награды и номинации

### Награды
- 2015 год - Académie française des illusionnistes: Mandrake d'Or «Révélation internationale 2015»
- 2013 год - Gala des Prix Gémeaux: meilleur spécial de variétés ou des arts de la scène, Aux limites de l'illusion 2
- 2012 - Gala des Prix Gémeaux: meilleure réalisation série ou spécial de variétés ou des arts de la scène, Aux limites de l'illusion 1

### Номинации
- 2015 - Gala des Prix Gémeaux: meilleure direction photographique ou éclairage: humour, variétés toutes catégories, Défier la magie
- 2014 - Gala des Prix Gémeaux: meilleur documentaire: culture, Maîtres de l'illusion - au-delà de la magie
- 2014 - Gala des Prix Gémeaux: meilleure musique originale: documentaire, Maîtres de l'illusion - au-delà de la magie
- 2013 - Gala des Prix Gémeaux: meilleure réalisation série ou spécial de variétés ou des arts de la scène, Aux limites de l'illusion 2
- 2013 - Gala des Prix Gémeaux: meilleure direction photographique ou éclairage: humour, variétés toutes catégories, Aux limites de l'illusion 2
- 2012 - Gala des Prix Gémeaux: meilleure série ou spécial de variétés ou des arts de la scène, Comme par magie spéciale artistes cinéma